# Die Missetäter
Die Missetäter (Originaltitel Los delincuentes) ist eine Tragikomödie von Rodrigo Moreno. Die Premiere des Films erfolgte im Mai 2023 bei den Filmfestspielen in Cannes. Ende Oktober 2023 wurde das Werk in das Programm von Mubi aufgenommen. Der Kinostart in Deutschland erfolgte im März 2024. Die Missetäter wurde von Argentinien als Beitrag für die Oscarverleihung 2024 als bester Internationaler Film eingereicht.

## Handlung
Morán arbeitet als Angestellter in einer Bank in Buenos Aires. Er ist für seine Kollegen so gut wie unsichtbar. Bei einem Abendessen mit seinem Kollegen Román erzählt Morán diesem, dass er genau 650.000 Dollar gestohlen hat und damit doppelt so viel Geld, wie er bis zu seiner Pensionierung verdient hätte. Er plant, sich zu stellen, aber nicht ohne Román anzubieten, das Geld zu teilen, sollte er sich bereit erklären, dieses für die Dauer seines Gefängnisaufenthalts zu verstecken. Román geht auf das Angebot ein und führt sein Leben als Bankangestellter fort.
Aus Angst, entdeckt zu werden, reist Román auf Anraten Moráns allerdings nach einiger Zeit in die Provinz Córdoba, wo er das Geld auf einem Hügel vergräbt. Auf dem Rückweg von dem Hügel lernt er an einem Fluss eine Gruppe junger Menschen kennen: Norma, Morna und Ramón. Er verliebt sich in Norma; später besucht diese ihn in Buenos Aires, kann sich mit dem Leben des Bankangestellten Román aber nicht anfreunden. Unterdessen hatte sich Morán, bevor er sich gestellt hatte, in dieselbe Frau verliebt und bittet Román bei dessen Besuch im Gefängnis darum, ihr einen Liebesbrief zu übergeben.
In der Bank werden derweil verschiedentliche interne Untersuchungen angestellt, um einen möglichen Komplizen zu ermitteln. Das Misstrauen untereinander wächst; es wird Laura Ortega als Ermittlerin eingesetzt und der bisherige Posten Moráns wird von außen neu besetzt. Einzelne Sicherheitsmitarbeiter werden gekündigt. Románs Komplizenschaft wird zwar vermutet, kann aber nicht nachgewiesen werden.
Der Film endet damit, dass Morán als Gaucho einsam über die Pampas reitet, während sein Lieblingslied, Adonde Está la Libertad? von Pappo's Blues, ertönt.

## Produktion

### Regie und Drehbuch
Regie führte Rodrigo Moreno, der auch das Drehbuch schrieb. Es handelt sich bei Los delincuentes nach El descanso von 2002, Der Leibwächter von 2006, Un mundo misterioso von 2011, Reimon von 2014 und Una ciudad de provincia von 2017 um den sechsten Kinofilm, bei dem der argentinische Filmemacher Regie führte und das Drehbuch schrieb.

### Besetzung und Rollennamen

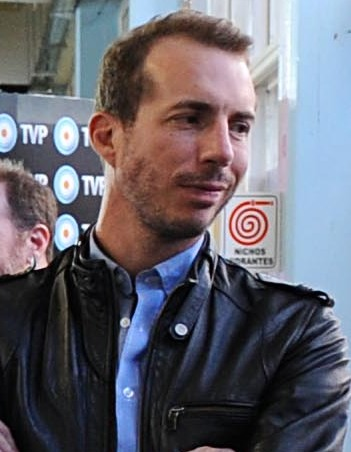
Esteban Bigliardi spielt Román

Daniel Eliás spielt Morán, Esteban Bigliardi seinen Kollegen Román. Bei den Namen der Protagonisten handelt es sich um Anagramme. Diese deuten auf die Zufälle in ihren Leben und die miteinander verbundenen Erzählstränge hin, etwa auf ihren von Germán De Silva verkörperten Chef Del Toro, der in einer Doppelrolle auch einen Gangsterboss namens Garrincha spielt, der Moran im Gefängnis terrorisiert. Auch bei der von Margarita Molfino gespielten Norma, der von Cecilia Rainero gespielten Morna und dem von Javier Zoro Sutton gespielten Ramón handelt es sich um Anagramme des Namens. Laura Paredes ist in der Rolle der von der Bank als Ermittlerin eingesetzten Laura zu sehen, die den Diebstahl aufklären soll. In weiteren Rollen sind Mariana Chaud als Marianela und Gabriela Saidon als Flor zu sehen.

### Marketing und Veröffentlichung
Die Premiere erfolgte am 18. Mai 2023 bei den Filmfestspielen in Cannes, wo der Film in der Reihe Un Certain Regard gezeigt wurde. Kurz zuvor wurde der erste Trailer vorgestellt. Im Juni 2023 wurde The Delinquents beim Sydney Film Festival vorgestellt. Anfang Juli 2023 wurde der Film beim Internationalen Filmfestival Karlovy Vary und Ende des Monats beim New Horizons International Film Festival gezeigt. Zwischen Juli und September 2023 wurde The Delinquents im Rahmen des New Zealand International Film Festivals gezeigt. Ebenfalls im September 2023 wurde er beim Toronto International Film Festival vorgestellt. Ende September 2023 wurde er beim San Sebastian International Film Festival in der Sektion Zabaltegi-Tabakalera gezeigt und hiernach beim Vancouver International Film Festival. Anfang Oktober 2023 wurde er beim Zurich Film Festival und beim Filmfest Hamburg gezeigt. Ebenfalls im Oktober 2023 wurde er beim New York Film Festival, beim London Film Festival, beim Busan International Film Festival, beim Chicago International Film Festival und bei der Viennale vorgestellt. Am 18. Oktober 2023 kam der Film in die US-Kinos und wurde am 27. Oktober 2023 in das Programm von Mubi aufgenommen. Ende Oktober 2023 wurde der Film auch beim Tokyo International Film Festival gezeigt. Ab Mitte November 2023 wurde er beim Internationalen Filmfestival Mannheim-Heidelberg und beim Wiesbadener Exground Filmfest vorgestellt. Anfang Dezember 2023 wurde er bei Around the World in 14 Films und hiernach beim Red Sea International Film Festival vorgestellt. Im Januar 2024 wurde er beim Palm Springs International Film Festival und beim Tromsø International Film Festival gezeigt. Der Kinostart in Deutschland erfolgte am 21. März 2024.

## Rezeption

### Kritiken
Von den bei Rotten Tomatoes aufgeführten Kritiken sind 85 Prozent positiv. Die durchschnittliche Bewertung dort liegt bei 7,7 von 10 möglichen Punkten. Bei Metacritic erhielt der Film einen Metascore von 85 von 100 möglichen Punkten.
David Jenkins schreibt in der Filmzeitschrift Little White Lies, Regisseur Rodrigo Moreno nehme den Zuschauer auf eine bahnbrechende Odyssee mit, in der sich eine düstere Dostojewski-Geschichte über erdrückende Schuldgefühle und moralische Verdorbenheit in etwas Hoffnungsvolles und seltsam Überschwängliches verwandelt. In Anlehnung an Trenque Lauquen, dem ähnlich kalibrierten Diptychon seiner Landsfrau Laura Citarella aus dem Jahr 2022, scheine es, als würde Argentinien derzeit solche langen Filme nutzen, um tiefgreifende menschliche Veränderungen über die Zeit hinweg zu veranschaulichen. Die Missetäter entspreche in seinem Umfang und mit den ineinander verflochtenen Schicksalen von Moran und seinem schlaksigen Bagman Román einem Roman. Ihre Geschichte zeige, dass unser Schicksal ungeschrieben ist und sich das Leben selbst an seinem tiefsten Tiefpunkt noch verändern kann. Über eine Stelle im Film, in der sich Román mit seiner Freundin im Kino verabredet, um sich Robert Bressons L'Argent anzusehen, schreibt Jenkins, diese sei ein gutes Beispiel für den schelmischen Humor des Films, diene aber auch als eine Art Ablenkungsmanöver. Insgesamt handele es sich bei Die Missetäter um einen urkomischen Film, dessen Humor jedoch nie von Witzen herrührt.
Hans Bonhage schreibt in seiner Kritik bei uncut.at, während im Kino ein Bankraub für gewöhnlich von dem aufgeregten Gefühl begleitet wird, dass in jeder Sekunde etwas schiefgehen könnte und eine derartige Drucksituation als solche dynamisch, schnell und mit hoher Schnittfrequenz inszeniert wird, geschehe der Bankraub bei Rodrigo Moreno so unaufgeregt und beiläufig, dass man ihn fast nicht mehr als solchen wahrnehme. Filme der El Pampero Cine wie etwa Clorindo Testa und Un Andantino oder La Flor seien naheliegende Vergleichspunkte für Morenos Film, da sich diese ebenfalls Zeit ließen, ihre Erzählungen in mehreren Teilen rätselhaft und verschachtelt aufzubauen. Auch die im jüngeren argentinischen Kino omnipräsente Laura Paredes in der Rolle als Ermittlerin Laura erinnere an die neusten El-Pampero-Cine-Filme, so Bonhage. Spätestens ab Beginn des zweiten Teils gerieten Moráns Bankraub und die damit verbundenen Ermittlungen jedoch endgültig in den Hintergrund. Was von dem Kriminalfilm bis dahin übriggeblieben war, entwickele sich zu so etwas wie einer bukolischen Liebesgeschichte voller visueller wie narrativer Dopplungen, Unstimmigkeiten und Rätsel. Los Delincuentes schildere hier eine simplifizierte, vom Leben in der Großstadt geprägte Vorstellung des Landlebens und entwerfe eine Utopie, die einen Gegenentwurf zum kapitalistisch-geprägten Großstadtleben darstellt, die zwar unweigerlich verzaubere, es sich dabei aber etwas zu einfach mache.

### Auszeichnungen
Die Missetäter wurde von Argentinien als Beitrag für die Oscarverleihung 2024 als bester Internationaler Film eingereicht. Im Folgenden weitere Nominierungen und Auszeichnungen:
Around the World in 14 Films 2023
- Nominierung im Wettbewerb[25]

Chicago International Film Festival 2023
- Auszeichnung mit dem Silver Hugo im Internationalen Wettbewerb (Rodrigo Moreno)[31]

Film Fest Gent 2023
- Nominierung als Bester Film für den Grand Prix (Rodrigo Moreno)[32]

Internationale Filmfestspiele von Cannes 2023
- Nominierung in der Sektion Un Certain Regard

Jerusalem Film Festival 2023
- Lobende Erwähnung des Ensembles[33]

New Horizons International Film Festival 2023
- Auszeichnung als Bester Film im New Horizons International Film Competition (Rodrigo Moreno)[34]

Palm Springs International Film Festival 2024
- Nominierung für den Ibero-American Award
- Nominierung als Bester fremdsprachiger Film für den FIPRESCI-Preis[35]

San Sebastian International Film Festival 2023
- Nominierung in der Sektion Zabaltegi-Tabakalera[12]